# Dülfersitz

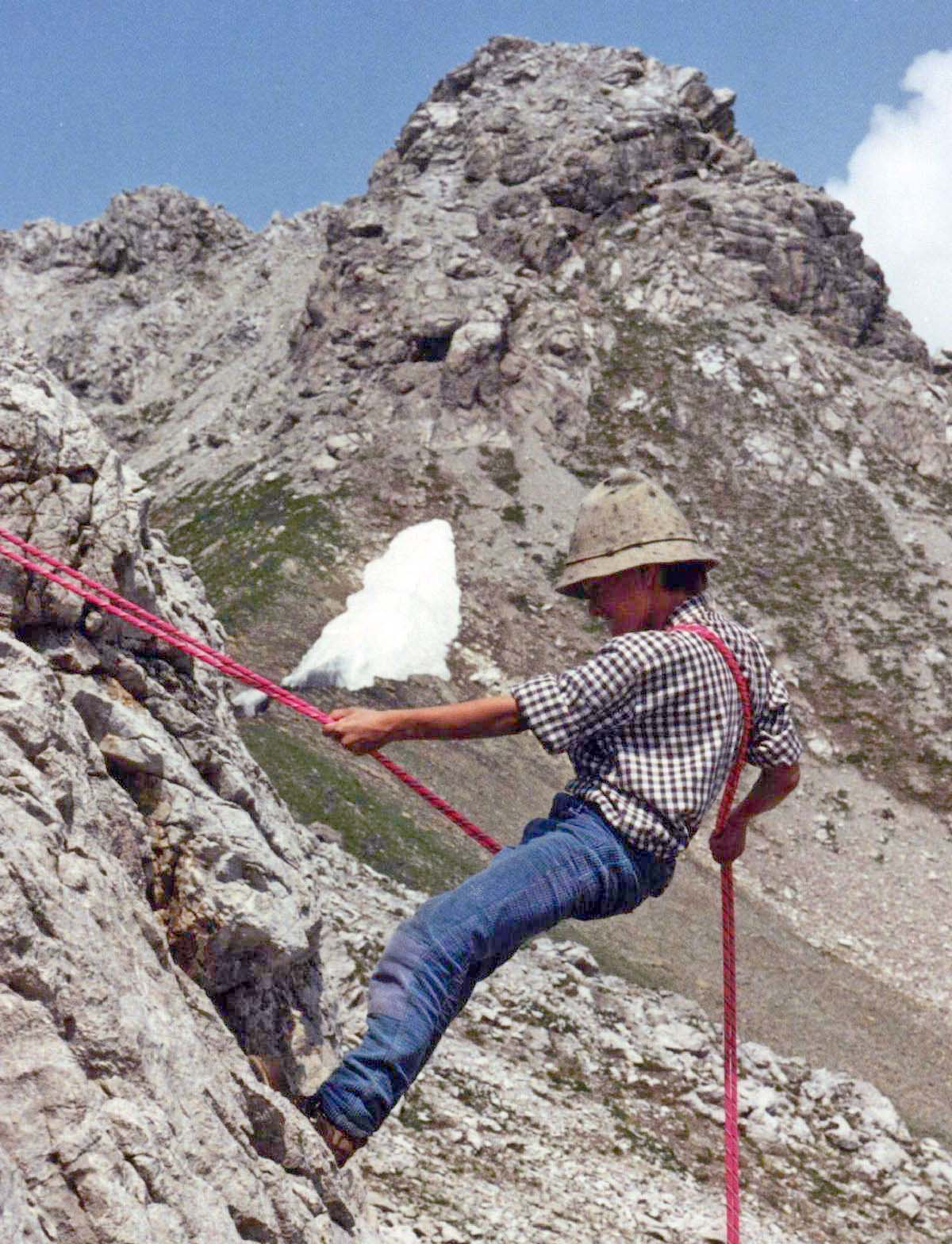
Nicht freihängendes Abseilen im Dülfersitz

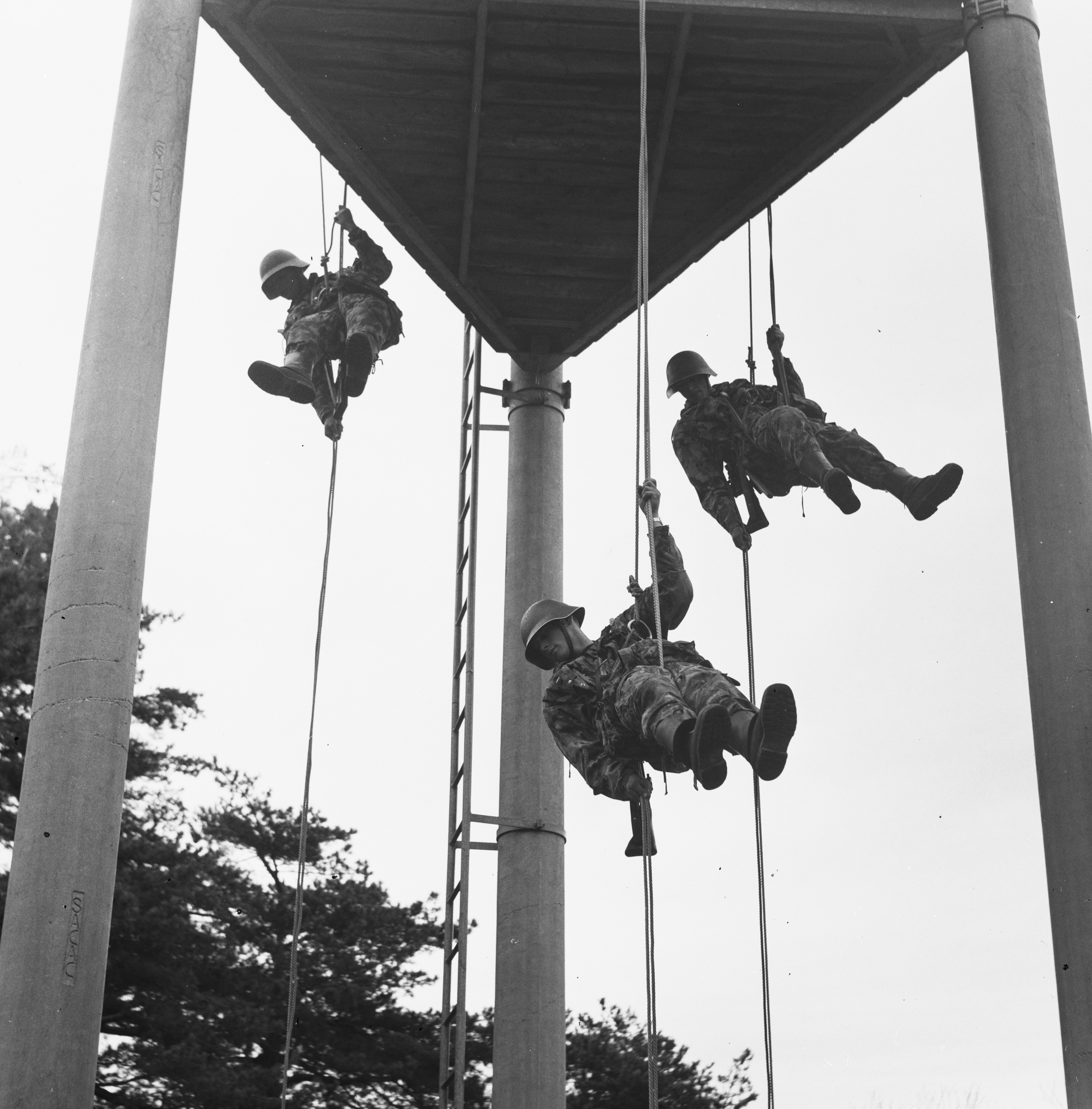
Militärisches Abseilen im Dülfersitz

Der Dülfersitz (benannt nach dem Bergsteiger Hans Dülfer, der ihn einführte, gelegentlich auch als Dülfern bezeichnet) ist eine alte Abseiltechnik beim Klettern und Bergsteigen. Der Dülfersitz nutzt lediglich die Reibung des um den Körper gelegten Seiles, weshalb kein zusätzliches Hilfsmittel benötigt wird. Diese Abseiltechnik ist heute nicht mehr gebräuchlich, da in der Regel mit Abseilachter oder anderen Abseilhilfen abgeseilt wird. 
Vorteile des Dülfersitzes sind, dass ohne Klettergurt abgeseilt werden kann und es sich um eine seilschonende Abseiltechnik handelt. Das Seil wird nicht wie im Abseilachter und anderen Seilbremsen gewalkt, siehe auch: Karabinersitz, Sachsensitz. Nachteil: Es entsteht große Reibungshitze; an der Schulter und am Oberschenkel wird es oft unangenehm heiß. Vor allem der Hals muss durch einen Kragen o. Ä. vor dem Seil und der Reibung geschützt werden. Die Kleidung wird stark beansprucht.
Der Dülfersitz ist besonders für Notsituationen geeignet, wenn außer dem Seil keine weiteren Hilfsmittel zur Verfügung stehen.

## Abseilen im Dülfersitz
- Das doppelt genommene Seil wird zwischen den gespreizten Beinen aufgenommen
- Das Seil wird um einen Oberschenkel von hinten außen herumgelegt
- Die Brustseite kreuzend, wird das Seil zur gegenüberliegenden Schulter geführt
- Von der Schulter läuft das Seil diagonal über den Rücken zur Bremshand. Es ist die Hand neben dem umwickelten Oberschenkel.
- Seil unter Belastung auf Spannung bringen
- Die vordere Hand hält den Körper im Gleichgewicht, die Bremshand steuert den Seileinlauf
- Die Abseilfahrt beginnt
- Zum Halten beim Abseilen wird die Bremshand nach vorne vor die Brust gebracht

Oder kurz, von oben nach unten: linke Hand – rechter Oberschenkel – Brust – linke Schulter – rechte Hand. Richtig praktiziert ist der Dülfersitz eine sichere Abseilmethode.
Problematisch ist diese Technik jedoch, wenn es zu unvorhergesehenen Ereignissen (Steinschlag, Krampf o. ä.) kommt. Sobald eine Hand in Panikreaktion das Seil loslässt, ist ein Absturz unvermeidbar, falls keine Eigensicherung eingesetzt wird. Eine zusätzliche Sicherung durch Prusikknoten ist jedoch möglich.